# Springfield (Kentucky)
Springfield é uma cidade localizada no estado americano de Kentucky, no Condado de Washington.

## Demografia
Segundo o censo americano de 2000, a sua população era de 2634 habitantes.
Em 2006, foi estimada uma população de 2834, um aumento de 200 (7.6%).

## Geografia
De acordo com o United States Census Bureau tem uma área de
6,6 km², dos quais 6,5 km² cobertos por terra e 0,1 km² cobertos por água. Springfield localiza-se a aproximadamente 245 m acima do nível do mar.

## Localidades na vizinhança
O diagrama seguinte representa as localidades num raio de 24 km ao redor de Springfield.